# Jean-Thierry Verhelst
Pour les articles homonymes, voir Verhelst.
Thierry Verhelst (né à Gand en 1942) fut juriste, prêtre dans une église orthodoxe, enseignant, militant social, écrivain, cofondateur et co-animateur du « Réseau Sud-Nord - Cultures et Développement », réseau planétaire consacré à la démocratisation des relations internationales, au dialogue des civilisations, et à la réflexion autour d'un paradigme de développement non capitaliste et respectueux des cultures de l'humanité, et enraciné dans leurs spiritualités et leurs imaginaires propres. Il est mort le 25 avril 2013, des suites d'une maladie.

## Biographie
Jean-Thierry Verhelst est né à Gand, en Belgique, en 1942. Il fut scolarisé au collège jésuite Sainte-Barbe à Gand. Il entame des études juridiques et prend comme spécialité le droit coutumier africain. C'est en 1966 qu'il décroche son doctorat en droit de l'université de Gand. Deux ans après, en 1968, il est aux États-Unis à l'université Columbia de New York (pour étudier le droit comparé - Comparative Law). Il enseignera également à l'université de Californie, à Los Angeles, le droit européen, en tant que visiting lecturer. Dans les années qui suivent, de 1969 à 1976, il voyage en Asie (Bali, Bénarès), travaille en Éthiopie, avec son épouse Roseline, et en Algérie. Il enseigne également à  l'Université libre de Bruxelles (ULB), l'anthropologie culturelle des systèmes politiques africains et du droit coutumier africain. Il s'engagera dans la cause des peuples, et cela dans le contexte de la décolonisation des pays du Sud. Il interviendra en Inde, en Éthiopie, au Brésil, en Algérie, etc., dans le cadre des activités de plusieurs ONG (comme le CIDSE ou Entraide et Fraternité).

## Réseau Sud-Nord - Cultures et Développement
En 1985, Jean-Thierry Verhelst a fondé, avec Edith Sizoo, le « Réseau Sud-Nord - Cultures et Développement » (il en fut le coordinateur international), dont l'objectif théorique était : « la notion de développement est trop dépendante de conceptions matérialistes, productivistes, individualistes et de recettes technocratiques à l'occidentale. Il faut une nouvelle approche qui s'inspire de l'interaction entre les influences extérieures et les cultures locales. » Le réseau éditait la revue Cultures et Développement - Quid Pro Quo Cultures». De nombreux intellectuels originaires de tous les continents participèrent aux travaux de ce réseau, comme l'écologiste Serge Latouche et l'écothéologien Michel-Maxime Egger. Quatre grands thèmes furent explorés par le réseau tout au long de son existence, jusqu'à la disparition  de Jean-Thierry Verhelst :  
1. Spiritualité et quête de sens[10]
2. Féminité et transformation social[10]
3. Cultures et développement humain[11]
4. Prévention et gestion des conflits[12]

## Engagement religieux
Jean-Thierry Verhelst a été ordonné prêtre au sein de l'Église copte orthodoxe. Il fut plusieurs années prêtre de la paroisse Saint Athanase & Saint Amand, de l'Église orthodoxe des Gaules à Lillois (Belgique). Il était proche du Centre de Béthanie, une communauté orthodoxe en Moselle, où sa fille  Barbara est religieuse. Par ailleurs, il était proche du courant de la Théologie de la libération, né en Amérique du Sud et du centre dans les années 1960, dans un dialogue entre spiritualité et analyse critique du capitalisme. José Maria Pires, né le 15 mars 1919 à Córregos (Minas Gerais) et mort le 27 août 2017 à Belo Horizonte (Brésil), écrivain et archevêque catholique brésilien, archevêque de la Paraíba de 1965 à 1995 et premier évêque noir de l'histoire de l'Église catholique au Brésil, avait d'ailleurs préfacé le premier  livre de Jean-Thierry Verhelst, Des racines pour vivre. Sud-Nord: Identités culturelles et développement (1987). Il sympathisait également avec la démarche de deux autres théologiens, l'Allemande Dorothée Sölle et l'indo-espagnol Raimon Panikkar, qui travaillait d'ailleurs avec le  « Réseau Sud-Nord - Cultures et Développement ».

## Ouvrages
- Réflexions en marge des projets de reforme agraire en Éthiopie, Académie royale des sciences d'outre-mer, Bruxelles, 1974, 53 pages.
- Des racines pour vivre. Sud-Nord, identités culturelles et développement[17],[18], Duculot, Gembloux-Paris, 1987, 210 pages.
- La Prise en compte des facteurs culturels dans les programmes de développement, document de travail rédigé pour l'UNESCO, Henri Panhuys, Edith Sizoo, Thierry Verhelst, Réseau Sud- Nord Cultures et Développement, Bruxelles, 1993.
- Cultures entre elles : dynamique ou dynamite ? Vivre en paix dans un monde de diversité[19], sous la direction de Edith Sizoo et Thierry Verhelst, éditions Charles Léopold Mayer, Paris, 2002. 344 pages.
- Ailes et racines. Partage international sur la spiritualité de l'engagement social[20], sous la direction de Thierry Verhelst et Patrice Sauvage, Siloë, 2001, 262 pages.
- Des Racines pour l'Avenir. Cultures et spiritualités dans un monde en feu[21], L'Harmattan, Paris, 2008
- Quand je suis faible je suis fort. Debout dans l'épreuve[22], avec Anne Ducrocq, Bayard, Montrouge, 2014